# European University Film Award
Der European University Film Award (EUFA) wird seit 2016 im Rahmen des Europäischen Filmpreises verliehen und geht auf eine Initiative der Europäischen Filmakademie (EFA) und des Filmfestes Hamburg zurück.
Basierend auf der offizielle Auswahlliste der Spiel- und Dokumentarfilme für den Europäischen Filmpreis werden von einem Expertenkomitee fünf europäische Filme aus fünf Ländern ausgewählt. Die nominierten Filme werden an europäischen Universitäten in verschiedenen europäischen Ländern diskutiert, wobei anschließend jede Institution ihren Favoriten auswählt. Ein Repräsentant jeder Universität nimmt an einem mehrtägigen Treffen teil, wo der Gesamtgewinner ermittelt wird. Ziel ist es, ein jüngeres Publikum zu involvieren, die europäische Idee zu verbreiten, den Geist des europäischen Kinos zu transportieren und eine Diskussionskultur zu fördern. 2016 nahmen 13 Universitäten aus 13 Ländern teil, 2017 waren es 20 Universitäten, 2018 waren es 23 Universitäten.

## Preisträger und Nominierte

### 2010er-Jahre
2016
Ich, Daniel Blake (I, Daniel Blake) – Regie: Ken Loach
- Seefeuer (Fuocoammare) – Regie: Gianfranco Rosi
- Bacalaureat (Un padre, una figlia) – Regie: Cristian Mungiu
- Der glücklichste Tag im Leben des Olli Mäki (Hymyilevä mies) – Regie: Juho Kuosmanen
- Toni Erdmann – Regie: Maren Ade

2017
Herzstein (Hjartasteinn) – Regie: Guðmundur Arnar Guðmundsson
- Die andere Seite der Hoffnung (Toivon tuolla puolen) – Regie: Aki Kaurismäki
- Home – Regie: Fien Troch
- Loveless (Нелюбовь) – Regie: Andrei Swjaginzew
- The War Show – Regie: Andreas Dalsgaard und Obaidah Zytoon

2018
Glücklich wie Lazzaro (Lazzaro felice) – Regie: Alice Rohrwacher
- Foxtrot – Der Tanz des Schicksals (פוֹקְסטְרוֹט) – Regie: Samuel Maoz
- Styx – Regie: Wolfgang Fischer
- Tarzan’s Testicles (Ouăle Lui Tarzan) – Regie: Alexandru Solomon
- Utøya 22. Juli – Regie: Erik Poppe

2019
Porträt einer jungen Frau in Flammen (Portrait de la jeune fille en feu) – Regie: Céline Sciamma
- Als wir tanzten (And Then We Danced) – Regie: Levan Akin
- Gott existiert, ihr Name ist Petrunya (Gospod postoi, imeto i’ e Petrunija, Господ постои, името ѝ е Петрунија) – Regie: Teona Strugar Mitevska
- Paranza – Der Clan der Kinder (La paranza dei bambini) – Regie: Claudio Giovannesi
- Systemsprenger – Regie: Nora Fingscheidt

### 2020er-Jahre
2020
Saudi Runaway – Regie: Susanne Regina Meures
- Der Rausch (Druk) – Regie: Thomas Vinterberg
- Berlin Alexanderplatz – Regie: Burhan Qurbani
- Corpus Christi – Regie: Jan Komasa
- Slalom – Regie: Charlène Favier

2021
Flee – Regie: Jonas Poher Rasmussen
- Apples – Regie: Christos Nikou
- Das Ereignis (L’événement) – Regie: Audrey Diwan
- Große Freiheit – Regie: Sebastian Meise
- Quo Vadis, Aida? – Regie: Jasmila Žbanić

2022
EO – Regie: Jerzy Skolimowski
- Alcarràs – Die letzte Ernte (Alcarràs) – Regie: Carla Simón
- Close – Regie: Lukas Dhont
- The Eclipse – Regie: Natasa Urban
- Triangle of Sadness – Regie: Ruben Östlund

2023
Anatomie eines Falls (Anatomie d’une chute) – Regie: Justine Triet
- Das Lehrerzimmer – Regie: İlker Çatak
- Domaćinstvo za početnici (Housekeeping for Beginners) – Regie: Goran Stolevski
- Green Border (Zielona granica) – Regie: Agnieszka Holland
- How to Have Sex – Regie: Molly Manning Walker

2024
Drei Kilometer bis zum Ende der Welt (Trei kilometri până la capătul lumii) – Regie: Emanuel Pârvu
- April – Regie: Dea Kulumbegaschwili
- Armand – Regie: Halfdan Ullmann Tøndel
- Kneecap – Regie: Rich Peppiatt
- Mond – Regie: Kurdwin Ayub